# 布劳托普夫泉

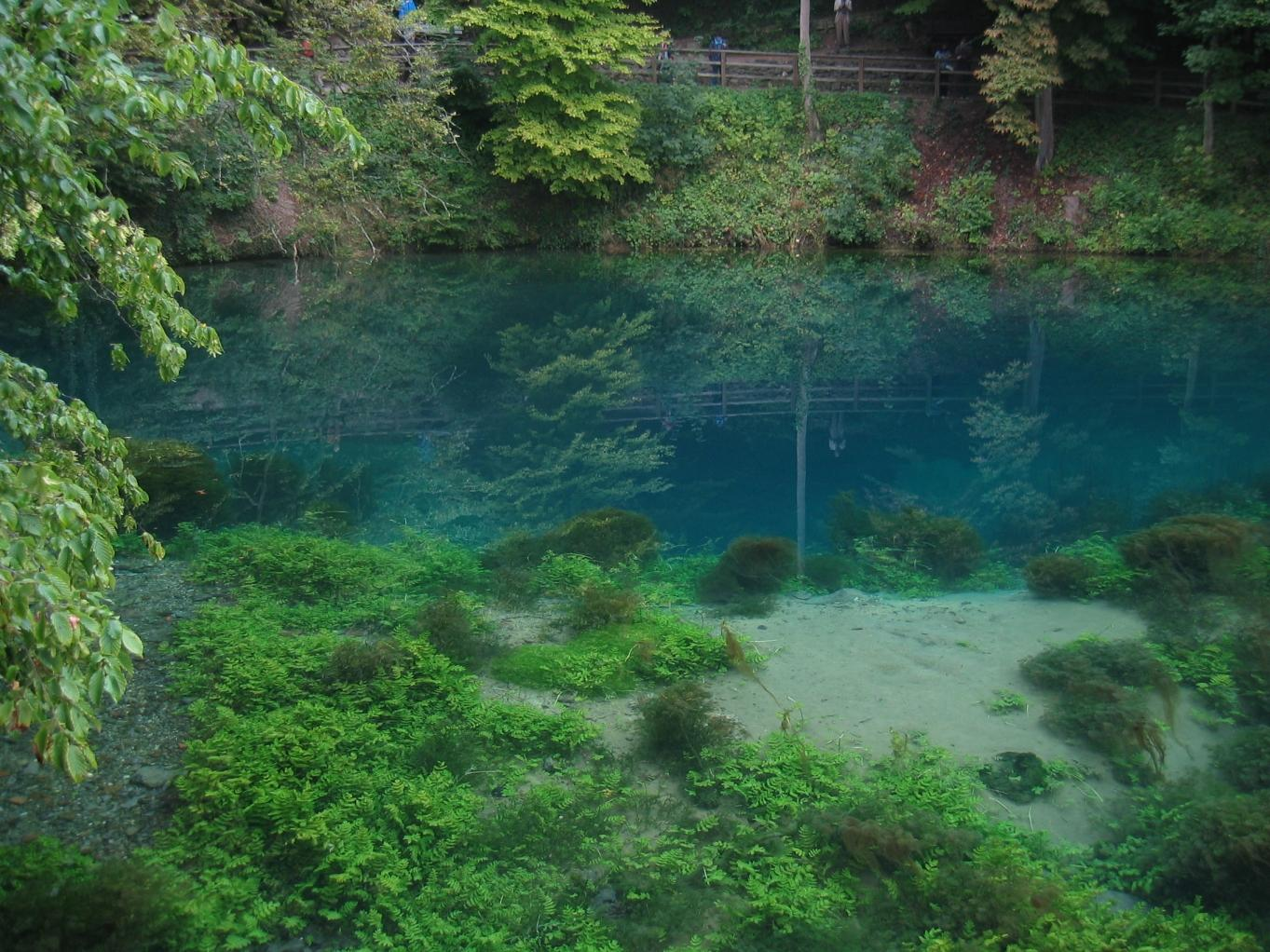
Blautopf with the bright limestone sediments underwater

布劳托普夫泉（德語：Blautopf，發音：[ˈblaʊˌtɔpf]，意为“藍鍋”）是德國巴登-符腾堡州布劳博伊伦的一个泉，位于施瓦本汝拉山南緣，是多瑙河支流布勞河發源地。